# کارن آواگیان (نماینده مجلس)
کارن آواگیان (ارمنی: Կարեն Կարլենի Ավագյան؛ زادهٔ ۶ دسامبر ۱۹۷۴) یک سیاستمدار اهل ارمنستان است که از تاریخ ۲۰۰۷ تا تاریخ ۲۰۱۸ سمت نمایندگی دوره‌های چهارم تا ششم مجلس ملی جمهوری ارمنستان را برعهده داشت.

## زندگی‌نامه
در 	۶ دسامبر ۱۹۷۴ در ایروان به دنیا آمد و از دانشگاه پزشکی دولتی ایروان و دانشگاه دولتی علم اقتصاد ارمنستان فارغ‌التحصیل شد. .

## یادداشت
1. ↑  ՀՀԿ երիտասարդական կազմակերպության նախագահ